# Islamitische Staat Medina
De Islamitische Staat Medina was de eerste islamitische staat die in 622 door de islamitische profeet Mohammed in de stad Medina werd opgericht na zijn reis van Mekka naar Medina. Het vertegenwoordigde de politieke eenheid van de moslim natie. De Islamitische Staat Medina was enerzijds in oorlog met de rivaliserende grootmachten in die tijd, het Byzantijnse Rijk en het Sassanidische Rijk en anderzijds met de polytheïsten uit Mekka.
Na de dood van Mohammed in 632 stichtten zijn trouwe metgezellen, bekend als de Rechtgeleide Kaliefen (Rashidun), het Kalifaat van de Rashidun (632-661), dat een enorme expansie begon in het Midden-Oosten en daaropvolgende islamitische staten motiveerde, zoals het Kalifaat van de Omajjaden (661-750) en het Kalifaat van de Abbasiden (750-1258).